# ミュンヘン市博物館
ミュンヘン市博物館 (ドイツ語: Münchner Stadtmuseum) は、ミュンヘンの市立博物館。博物館は、1888年にエルンスト・フォン・デトゥーシュによって設立され、市兵器製造所・厩舎の跡地に位置し、両方の建物はゴシック建築となっている。

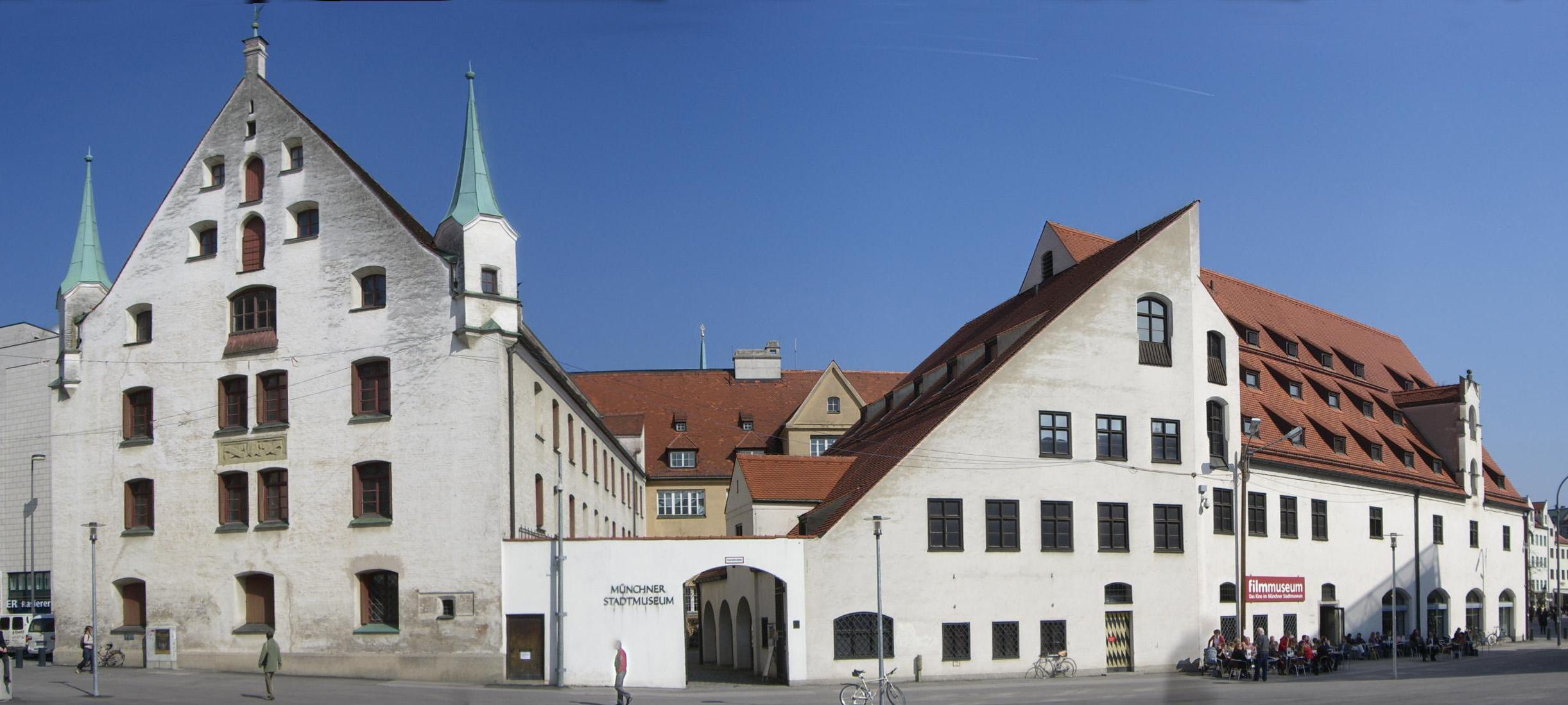
ミュンヘン市博物館

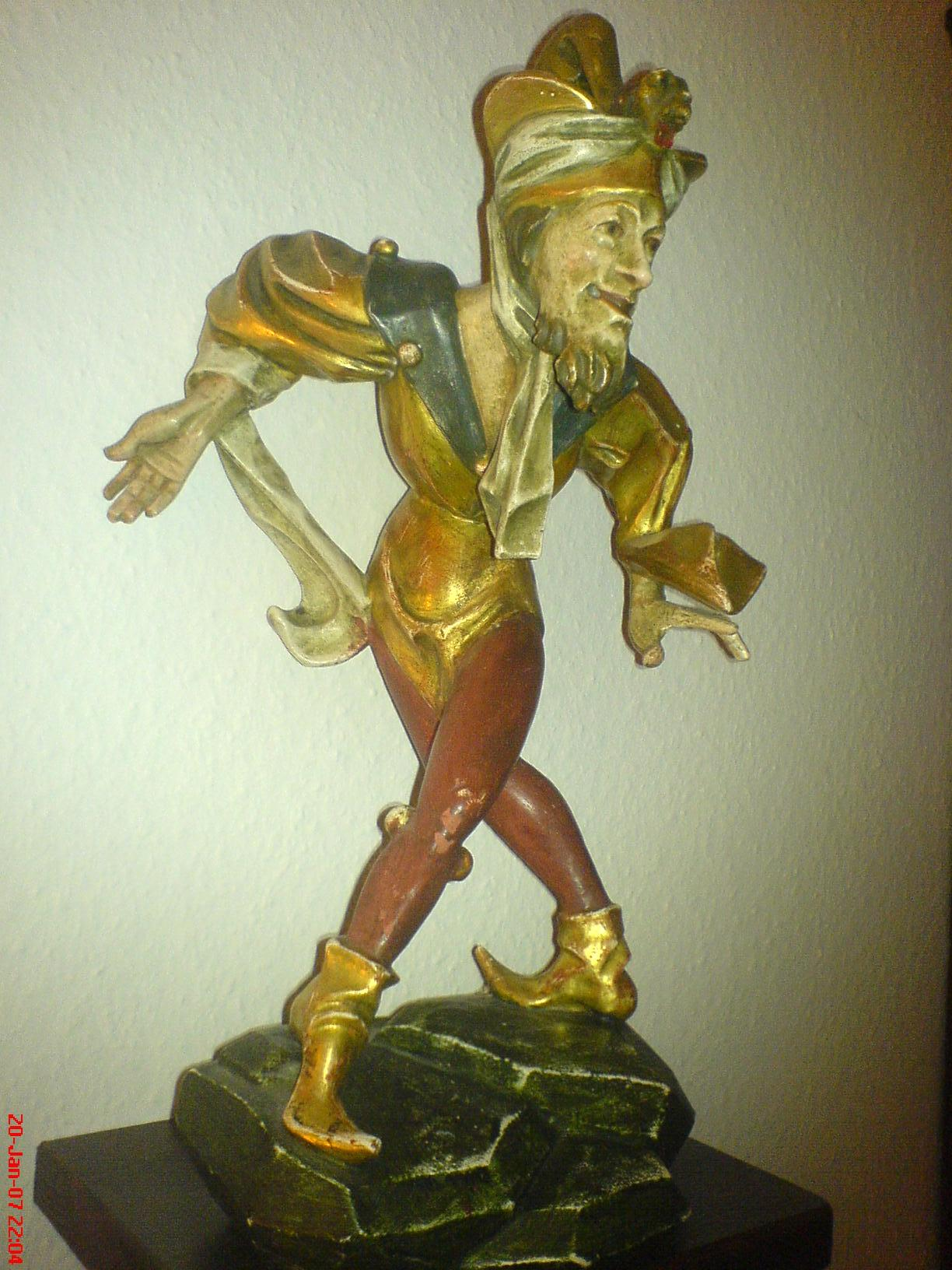
エラスムス・グラッサーによるモリスダンサー

## 常設展示
- 市の設立から現在までのミュンヘンの文化史

この展示には、旧市庁舎のフェスティバル・ホールのために、エラスムス・グラッサーによってつくられた、美術品として有名な中世のモリスダンサーや、マリア像のオリジナルのプットなどが含まれる。
- ミュンヘンにおける国家社会主義

この展示では、以前の「Hauptstadt der Bewegung」（ナチの首府モニュメント）について解説している。
- 音楽コレクション

アフリカ、アメリカ、アジア、ヨーロッパからの2,000点以上の楽器がこのコレクションに加わっている。
- 人形劇コレクション

このコレクションでは、人形劇の文化史について展示している。
- 写真コレクション

このフォトミュージアムは1963年に設立され、500,000点以上の写真を既に所有している。
- 映画博物館

映画に関して多くの資料を持つこの博物館では、毎週上映が行われ、フリッツ・ラング、エルンスト・ルビッチ、ゲオルク・ヴィルヘルム・パープスト、F・W・ムルナウの映画の復活で知られている。